# New Zealand Breakers
O New Zealand Breakers é uma uma equipe profissional de basquetebol masculino neozelandês que disputa a National Basketball League (NBL). Foi fundado em 2003 e sagrou-se campeão da NBA em 2011, 2012, 2013 e 2015. Atualmente mandam seus jogos na Spark Arena com capacidade para 9.300 espectadores.

## Histórico de Temporadas
| Temporada | Nível | Liga | Pos. | J     | PL  | Resultado     |
| --------- | ----- | ---- | ---- | ----- | --- | ------------- |
| 2003-04   | 1     | NBL  | 10   | 12-21 |     |               |
| 2004-05   | 1     | NBL  | 11   | 9-23  |     |               |
| 2005-06   | 1     | NBL  | 10   | 9-23  |     |               |
| 2006-07   | 1     | NBL  | 9    | 11-22 |     |               |
| 2007-08   | 1     | NBL  | 7    | 16-14 |     |               |
| 2008-09   | 1     | NBL  | 3    | 18-12 | 1-2 | Semifinais    |
| 2009-10   | 1     | NBL  | 5    | 15-13 |     |               |
| 2010-11   | 1     | NBL  | 1    | 22-6  | 4-2 | Campeão       |
| 2011-12   | 1     | NBL  | 1    | 21-7  | 4-2 | Campeão       |
| 2012-13   | 1     | NBL  | 1    | 24-4  | 4-0 | Campeão       |
| 2013-14   | 1     | NBL  | 7    | 11-17 |     |               |
| 2014-15   | 1     | NBL  | 2    | 19-9  | 4-0 | Campeão       |
| 2015-16   | 1     | NBL  | 4    | 16-12 | 3-2 | Finalista     |
| 2016-17   | 1     | NBL  | 5    | 14-14 |     |               |
| 2017-18   | 1     | NBL  | 4    | 15-13 | 0-2 | Semifinalista |

fonte:australiabasket.com

### Títulos

#### NBL
Campeão (4):2011, 2012, 2013, 2015
Finalista (1): 2016

## Ligações Externas
- New Zealand Breakers no Facebook
- New Zealand Breakers no X
- New Zealand Breakers no Instagram
- Canal de New Zealand Breakers no YouTube
- New Zealand Breakers no australiabasket.com
- New Zealand Breakers no nbl.com.au